# Ель-Лаго (Техас)
Ель-Лаго (англ. El Lago) — місто (англ. city) в США, в окрузі Гарріс штату Техас. Населення — 3090 осіб (2020).

## Географія
Ель-Лаго розташований за координатами 29°34′17″ пн. ш. 95°2′43″ зх. д. / 29.57139° пн. ш. 95.04528° зх. д. (29.571486, -95.045260).  За даними Бюро перепису населення США в 2010 році місто мало площу 1,82 км², з яких 1,65 км² — суходіл та 0,17 км² — водойми.

## Демографія
Згідно з переписом 2010 року, у місті мешкало 2706 осіб у 1110 домогосподарствах у складі 763 родин. Густота населення становила 1485 осіб/км².  Було 1272 помешкання (698/км²).
Расовий склад населення:
| - 91,5 % — білих - 1,6 % — чорних або афроамериканців - 1,5 % — азіатів - 0,4 % — корінних американців - 0,3 % — вихідців з тихоокеанських островів - 2,4 % — осіб інших рас |

До двох чи більше рас належало 2,2 %. Частка іспаномовних становила 9,9 % від усіх жителів.
За віковим діапазоном населення розподілялося таким чином: 22,4 % — особи молодші 18 років, 61,7 % — особи у віці 18—64 років, 15,9 % — особи у віці 65 років та старші. Медіана віку мешканця становила 43,9 року. На 100 осіб жіночої статі у місті припадало 103,3 чоловіків;  на 100 жінок у віці від 18 років та старших — 100,1 чоловіків також старших 18 років.
Середній дохід на одне домашнє господарство  становив 113 488 доларів США (медіана — 105 972), а середній дохід на одну сім'ю — 148 661 долар (медіана — 135 655). Медіана доходів становила 91 346 доларів для чоловіків та 50 326 доларів для жінок. За межею бідності перебувало 7,5 % осіб, у тому числі 1,0 % дітей у віці до 18 років та 4,5 % осіб у віці 65 років та старших.
Цивільне працевлаштоване населення становило 1430 осіб. Основні галузі зайнятості: освіта, охорона здоров'я та соціальна допомога — 26,1 %, науковці, спеціалісти, менеджери — 16,0 %, виробництво — 13,6 %.